# Dirk Drescher
Dirk Drescher (* 28. Februar 1968 in Schwerte) ist ein ehemaliger deutscher Fußballtorhüter.

## Bundesliga-Einsatz
Am ersten Spieltag der Saison 1985/86 saß der damalige Jugendspieler des VfL Bochum im Auswärtsspiel gegen den 1. FC Nürnberg als Ersatztorwart auf der Bank. Da sich die Nummer 1 des VfL, Ralf Zumdick, vor Beginn der Saison verletzt hatte, stand Marcus Croonen in der Startformation. In der 25. Spielminute bekam Croonen beim Stand von 0:0 die Rote Karte. Daraufhin wurde Drescher für Stefan Kuntz eingewechselt. Der Gymnasiast blieb ohne Gegentor; die Bochumer gewannen das Spiel mit 1:0. Dieses Spiel sollte Dreschers einziger Bundesliga-Einsatz bleiben.

## Weiteres Leben
Der Familienvater spielte, unterbrochen durch eine lange Pause aufgrund eines Nierenrisses, für Amateurvereine. Mittlerweile trainiert er die Torhüter des Vereins Sportfreunde Oestrich-Iserlohn. Im Hauptberuf ist er als Polizeibeamter tätig.

## Sonstiges
Drescher war zum Zeitpunkt seines Bundesliga-Einsatzes 17 Jahre und 163 Tage alt und ist damit nach Jürgen Friedl (Eintracht Frankfurt), der bei seinem ersten Bundesliga-Einsatz 17 Jahre und 25 Tage alt war, der zweitjüngste Torhüter, der bisher in einem Bundesligaspiel zum Einsatz kam. Für die folgenden Spiele verpflichteten die Bochumer den Ex-Nationalkeeper Wolfgang Kleff, der zum Zeitpunkt seines Einsatzes in der nachfolgenden Partie mit 38 Jahren und 274 Tagen nach Rudi Wimmer (letzter Bundesligaeinsatz 1983 mit 39 Jahren und 128 Tagen) der bis dahin zweitälteste Torhüter war, der jemals in der Bundesliga gespielt hatte.